# Estación de Ternes
La estación de Ternes es una estación de la línea 2 del metro de París situada en el límite de los distritos VIII y  XVII, al oeste de la ciudad. 

## Historia
Fue inaugurada el 7 de octubre de 1902 como parte de la primera ampliación de la línea 2 hacia el oeste.
Situada bajo la plaza de Ternes, su nombre deriva de una antigua granja medieval llamada Villa Externa.[cita requerida]

## Descripción
Se compone de dos vías y de dos andenes laterales de 75 metros.
En el año 2008, concluyó la renovación de la estación despojándola de los revestimientos metálicos que forraban la misma. Se recuperó así su diseño original con un claro predominio de los azulejos blancos biselados. 
Su iluminación ha sido renovada empleando el modelo vagues (olas) con estructuras casi adheridas a la bóveda que sobrevuelan ambos andenes proyectando la luz en varias direcciones.
La señalización por su parte usa la moderna tipografía Parisine donde el nombre de la estación aparece en letras blancas sobre un panel metálico de color azul.
Por último, los asientos de la estación son los modernos Coquille o Smiley, unos asientos en forma de cuenco inclinado para que parte del mismo pueda usarse como respaldo y que poseen un hueco en la base en forma de sonrisa. Los mismos están presentes en un único color, el verde.